# David Button
David Robert Edmund Button (Stevenage, 27 febbraio 1988) è un calciatore inglese, portiere del Reading.

## Carriera

### Club
Cresciuto nelle giovanili del Tottenham, ha esordito con il club londinese il 26 agosto 2009 in un match di Football League Cup vinto 5-1 contro il Doncaster.

### Nazionale
Ha giocato nelle nazionali giovanili inglesi Under-16, Under-17, Under-19 ed Under-20.

## Statistiche

### Presenze e reti nei club
Statistiche aggiornate al 7 luglio 2017.
| Stagione               | Squadra                | Campionato             | Campionato | Campionato | Coppe nazionali      | Coppe nazionali | Coppe nazionali | Coppe continentali | Coppe continentali | Coppe continentali | Altre coppe | Altre coppe | Altre coppe | Totale | Totale | Totale |
| Stagione               | Squadra                | Comp                   | Pres       | Reti       | Comp                 | Pres            | Reti            | Comp               | Pres               | Reti               | Comp        | Pres        | Reti        | Pres   | Reti   |        |
| ---------------------- | ---------------------- | ---------------------- | ---------- | ---------- | -------------------- | --------------- | --------------- | ------------------ | ------------------ | ------------------ | ----------- | ----------- | ----------- | ------ | ------ | ------ |
| gen.-feb. 2008         | Grays Athletic         | NAT                    | 1          | -1         | FACup+CdL+FA Trophy  | 0+0+2           | 0;0;-5          |                    | -                  | -                  |             | -           | -           | 3      | -6     |        |
| mar.-apr. 2008         | Rochdale               | FL2                    | 0          | 0          | -                    | 0               | 0               |                    | -                  | -                  |             | -           | -           | 0      | 0      |        |
| set.-dic. 2008         | Grays Athletic         | NAT                    | 13         | -13        | FACup+CdL+FA Trophy  | 2+0+1           | -3;0;-2         |                    | -                  | -                  |             | -           | -           | 16     | -18    |        |
| Totale Grays Athletic  | Totale Grays Athletic  | Totale Grays Athletic  | 14         | -14        |                      | 5               | -10             |                    | -                  | -                  |             | -           | -           | 19     | -24    |        |
| gen.-feb. 2009         | Bournemouth            | FL2                    | 4          | -6         | -                    | 0               | 0               |                    | -                  | -                  |             | -           | -           | 4      | -6     |        |
| mar.-apr. 2009         | Luton Town             | FL2                    | 0          | 0          | -                    | 0               | 0               |                    | -                  | -                  |             | -           | -           | 0      | 0      |        |
| apr.-giu. 2009         | Dag & Red              | FL2                    | 3          | -1         | -                    | 0               | 0               |                    | -                  | -                  |             | -           | -           | 3      | -1     |        |
| lug.-ago. 2009         | Crewe Alexandra        | FL2                    | 3          | -2         | FACup+CdL+EFL Trophy | 0               | 0               |                    | -                  | -                  |             | -           | -           | 3      | -2     |        |
| ago. 2009              | Tottenham              | PL                     | 0          | 0          | FACup+CdL            | 0+1             | 0;-1            |                    | -                  | -                  |             | -           | -           | 1      | -1     |        |
| ago.-nov. 2009         | Crewe Alexandra        | FL2                    | 7          | -14        | -                    | 0               | 0               |                    | -                  | -                  |             | -           | -           | 7      | -14    |        |
| Totale Crewe Alexandra | Totale Crewe Alexandra | Totale Crewe Alexandra | 10         | -16        |                      | -               | -               |                    | -                  | -                  |             | -           | -           | 10     | -16    |        |
| nov. 2009-2010         | Shrewsbury Town        | FL2                    | 26         | -27        | -                    | -               | -               |                    | -                  | -                  |             | -           | -           | 26     | -27    |        |
| 2010-2011              | Plymouth               | FL1                    | 30         | -49        | FACup+CdL+EFL Trophy | 0               | 0               |                    | -                  | -                  |             | -           | -           | 30     | -94    |        |
| 2011-gen. 2012         | Leyton Orient          | FL1                    | 1          | -2         | FACup+CdL+EFL Trophy | 0+1+0           | 0;-2;0          |                    | -                  | -                  |             | -           | -           | 2      | -4     |        |
| gen.-mar. 2012         | Doncaster              | FLC                    | 7          | -9         | FACup                | 1               | -2              |                    | -                  | -                  |             | -           | -           | 8      | -11    |        |
| mar.-apr. 2012         | Barnsley               | FLC                    | 9          | -13        | -                    | -               | -               |                    | -                  | -                  |             | -           | -           | 9      | -13    |        |
| 2012-2013              | Charlton               | FLC                    | 5          | -6         | FACup+CdL            | 1+0             | -1;0            |                    | -                  | -                  |             | -           | -           | 6      | -7     |        |
| 2013-2014              | Brentford              | FL1                    | 42         | -37        | FACup+CdL+EFL Trophy | 1+0+2           | 0;0;-4          |                    | -                  | -                  |             | -           | -           | 45     | -41    |        |
| 2014-2015              | Brentford              | FLC                    | 48         | -59        | FACup+CdL            | 0+1             | 0;-1            |                    | -                  | -                  |             | -           | -           | 49     | -60    |        |
| 2015-2016              | Brentford              | FLC                    | 46         | -67        | FACup+CdL            | 1+0             | -1;0            |                    | -                  | -                  |             | -           | -           | 47     | -68    |        |
| Totale Brentford       | Totale Brentford       | Totale Brentford       | 136        | -163       |                      | 5               | -6              |                    | -                  | -                  |             | -           | -           | 141    | -169   |        |
| 2016-2017              | Fulham                 | FLC                    | 40         | -51        | FACup+CdL            | 0               | 0               |                    | -                  | -                  |             | -           | -           | 40     | -51    |        |
| Totale carriera        | Totale carriera        | Totale carriera        | 285        | -357       |                      | 13              | -22             |                    | -                  | -                  |             | -           | -           | 298    | -379   |        |

## Palmarès

### Club

#### Competizioni nazionali
- Football League Trophy: 1

Luton Town: 2008-2009